# ヤイ・ボニ
トマ・ヤイ・ボニ（フランス語: Thomas Yayi Boni, 1952年7月1日 - ）は、ベナンの銀行家、政治家。同国大統領（第4代）、アフリカ連合総会議長（第10代）を務めた。ヤイが姓であり、日本の外務省はボニ・ヤイ（トーマ・ボニ・ヤイ、トマ＝ボニ・ヤイ）と表記している。

## 経歴
1952年7月、フランス領ダホメのチャウールー（現在のボルグー県）で生まれる。ボルグーから大きく南下したリトラル県コトヌーにあるベナン国立大学に進学して経済学を学び、ダカールのシェイク・アンタ・ジョップ大学で経済学修士号を取得した。その後フランスに渡ってオルレアン大学に通い経済学・政治学博士号を取得し、銀行員として働く。1976年にはパリ・ドーフィネ大学で経済学博士号を取得した。
ベナンに戻ったヤイは、1980年から1988年までベナン金融銀行で副局長として働いた。1994年には実績が評価され、ダカールに本拠を置く西アフリカ諸国中央銀行の社長となった。2006年3月15日に開かれた大統領選挙では当選が危ぶまれたが、3月19日の決選投票では対立候補のアドリアン・ウンベジを破り、同年4月6日にベナン共和国第4代大統領（ベナン15代大統領）に就任した。
2007年3月15日、町の議員集会が終了して政府庁舎に戻る際、ヤイに反感を抱く反政府勢力が道路を封鎖して待ち伏せした。ヤイが別車両に乗り移ろうとした際、側近が反政府勢力の人間と揉み合いになり、負傷するという事件が起こった。
2013年2月27日に訪日。3月2日にはTBSテレビ系番組「情報7days ニュースキャスター」に駐日ベナン大使ゾマホン・ルフィンと共に生出演し、ベナン共和国を支援している日本国民と北野武に感謝の気持ちを伝えた。
2016年4月6日、10年と9日間の在任を終えて大統領職を退いた。後任には無所属のパトリス・タロンが就任した。
2021年9月、親密な敵となった政党連合であるタロンとヤイがコトヌーのマリーナ宮殿で会った。 このtête-à-têteの間に、ヤイは特に「政治的被拘禁者」の釈放に関連する一連の提案と要求をタロンに提示した。